# إرنست غراي
إرنست غراي (بالإنجليزية: Ernest Gray)‏ هو نقابي وسياسي بريطاني (وحمل سابقاً جنسية المملكة المتحدة لبريطانيا العظمى وأيرلندا)، ولد في 27 أغسطس 1856، وتوفي في 6 مايو 1932. حزبياً، نشط في حزب المحافظين. في الانتخابات العمومية البريطانية 1895 ‏، انتخب عضو برلمان المملكة المتحدة الـ26 عن دائرة West Ham North ‏ (13 يوليو 1895 – ) وفي الانتخابات العمومية البريطانية 1900 ‏، انتخب عضو برلمان المملكة المتحدة الـ27 عن دائرة West Ham North ‏ ( – 8 يناير 1906) وفي الانتخابات العمومية البريطانية 1918 ‏، انتخب عضو برلمان المملكة المتحدة الـ31 عن دائرة أكرينغتون ‏ (14 ديسمبر 1918 – 26 أكتوبر 1922).